# タイムリープ (ゲーム)
『タイムリープ』（TIME LEAP）は、2007年12月27日にフロントウイングより発売された、Windows用のアダルトゲームである。2009年6月25日に、プロトタイプからXbox 360に移植された。Xbox 360版はWindows版にあったHシーンは削除され、純粋な恋愛アドベンチャーゲームとなっている。
また、2009年8月28日にはフロントウイングよりファンディスク『タイムリープぱらだいす』が発売された。2012年1月12日にPS3版が発売。

## 概要
フロントウイング初の3D作品。3D美少女クリエイターのMA@YAをキャラクターデザイン・原画に起用し、リアルタイムシーンでは3Dモデリング＋トゥーンシェーディングで作成されたキャラクターがリアルタイムで表示される。大がかりなイベントシーンではムービーが使われている。ブランドの既存作品のようなアドベンチャーにインタラクティブ性を取り込み、「3Dっぽくないアニメを作ろう」を作品コンセプトにしている。作品の舞台は尾道をモチーフにしている。

## ストーリー
尾道市近くの瀬戸内海に浮かぶ小さな島に存在する村の中に、身寄りを無くした者たちが集まって共同生活を送っている神社があった。両親を失った主人公・誠司、主人公の姉として接する男勝りの歩、妹として接する気弱な悠、地元の浜ヶ瀬学園（はまがせがくえん）で教師を務めている母親代わりの遥、神社の神主であるじっちゃん、小学生の風太、さくら…決して裕福とは言えないながらも、それでも家族同然のそれなりに幸せな生活を送っていた。
だが、皆で悠の誕生日を祝った翌日、突然神社の境内が一筋の閃光に包まれる。皆が駆け付けると、そこにいたのは「幼い頃の歩」だった。一体全体何が何だか意味が分からない誠司たちだったが、取り敢えず彼女もじっちゃんによって神社に引き取られ、歩と区別を付ける為に「あゆむ」という仮の名前が付けられ、家族として皆と一緒に暮らしていくことになる。ただ1人遥だけは、「まさか、また…!?」などと、意味不明な呟きを残す。

## 登場人物
声優はWindows版 / Xbox 360・PS3版の順

### メインキャラクター
黒田 誠司（くろだ せいじ）
声：木島宇太 / 水島大宙
本作の主人公。浜ヶ瀬学園の2年生。とても優しくて穏やかな性格をしているのだが、それ故に姉同然で男勝りの歩には全然頭が上がらずに、いつも何かとガミガミ言われている。歩の事を「歩姉（あゆむねぇ）」、遥のことを「遥姉（はるかねぇ）」と呼ぶ。
長瀬 歩（ながせ あゆむ）
声：鳥羽すの / 伊藤静
誠司の姉として接する少女で、浜ヶ瀬学園3年生。神社で暮らす者の中では唯一のじっちゃんの血縁者であり、じっちゃんの実の孫娘である。誠司の呼び方は「誠司」。男勝りで強気の性格をしており、成績優秀でスポーツ万能、抜群のスタイルを誇る。ただし料理はそれほど得意ではなく、簡単な物しか作れないらしい。
何か格闘技を習っているのか様々な体術を得意としており、何かある度にそれを誠司に繰り出している。根は優しい少女なのだが誠司とあゆむに対してだけは素直になれず、すぐに喧嘩になってしまう。久光に好意を寄せられているのだが彼女は露骨に嫌がっており、毎日のように邪険に扱っている。久光に嫌われたいが故に、たまに久光に対して無茶苦茶な要求をすることも。
彼女には以前出会った「あこがれの人」が存在するらしいのだが、あゆむにそれが誰なのか突っ込まれても、彼女はなぜかそれが誰なのかをはっきりと思い出す事が出来ず、曖昧な記憶の中のおぼろげな人物でしかない。そのことをあゆむに馬鹿にされても彼女は頑なに強い口調で、彼女が言うあこがれの人の事を「私の大切な人」と主張する。
あゆむ
声：榊原ゆい（共通）
光に包まれて突然神社の境内に現れた、過去の歩。誠司の呼び方は「誠司」。彼女もまた男勝りで強気の性格をしているのだが、スタイル抜群の歩と違って幼児体型である。歩とはウマが合わないようで、何かある度にすぐに喧嘩になってしまう。
彼女は過去の歩である為か、未来に飛ばされる以前の記憶と思い出に関して、歩と全く同じ認識を持っている。同じ時系列に2人の歩が存在しているという事態になっているにもかかわらず、タイムパラドックスは発生していない。
あることがきっかけで激しく落ち込んでいる所へ、いきなり未来から飛ばされたらしい。
葉山 悠（はやま ゆう）
声：鈴原たると / いのくちゆか
誠司の妹として接する少女で、浜ヶ瀬学園2年生。誠司と同い年なのだが誠司の事を「お兄ちゃん」と呼ぶ。歩とは正反対で気弱な性格をしているのだが料理は得意で、遥と共に神社の家事全般を任されている。
誠司に対してどこか依存症のような物があり、常に誠司にくっついて懐いている。
川澄 遥（かわすみ はるか）
声：本山美奈 / 黒河奈美
浜ヶ瀬学園の教師で、誠司と悠の担任もである。担当科目は史学。誠司の呼び方は「誠司君」。
神社で暮らす者の中では唯一の大人の女性であり、それ故に皆の母親代わりとなっている。彼女も悠と同じく料理が得意で、悠と共に神社の家事全般を任されている。
彼女はある日突然神社に現れて「この神社に住まわせて欲しい」と言い出し、じっちゃんはそれを何の疑いも無くあっさりと受け入れている。なぜか悠に対して異常に親しく接し、誠司と悠を「お似合いのカップル」だと言い出す。
東雲 こもも（しののめ こもも）
声：安玖深音 / 後藤麻衣
越前屋の屋敷に住み込みで働いている少女で、浜ヶ瀬学園の1年生。久光専属のメイドとして配備されており、常に久光の傍にいて彼の身の回りの世話をしている。誠司の呼び方は「誠司さん」。
ドジでマヌケで運動オンチで馬鹿であり、学校の成績も最悪、さらにいつも失敗ばかりして毎日のように久光を怒らせている。それでも彼女はいつも前向きであり、落ち込む事無く久光の役に立とうと頑張っている。好きな飲み物は牛乳。
彼女が久光専属のメイドとなったのは彼女自身の意志による物である。幼少時に迷子になった所を久光に助けられており、その恩を少しでも返す為に久光の役に立ちたいと語っている。

### サブキャラクター
じっちゃん
声：波動拳 / 緒方賢一
誠司たちが暮らす神社の神主を務めている老人で、歩の実の祖父。本名は不明。誠司たちの父親代わりとして接している。非常に温厚な人物で、身寄りを無くした誠司たちを穏やかな笑顔で引き取り、「気が済むまでここにずっといればいい」と告げている。その代わり神社の掃除を誠司たちに任せっぱなしにするなど、どこかいい加減な一面も。
風太（ふうた）
声：笠原准 / 久保田恵
地元の小学校に通う少年で、誠司たちと同じ神社で暮らしている。やんちゃな性格で、さくらとは兄妹のように仲が良く、いつもさくらと一緒にいる。歩目当てに毎日のように神社に通う久光に、いつもいつもちょっかいを出しては怒られている。
さくら
声：有栖川みや美 / 高田初美
地元の小学校に通う少女で、誠司たちと同じ神社で暮らしている。神社の住人の中では最年少。まだまだ子供なのだが本人は子供扱いされることを嫌っている。風太とは兄妹のように仲が良く、常に風太と一緒にいて久光へのちょっかいを手伝っている。
越前屋 久光（えちぜんや ひさみつ）
声：空乃太陽 / 岸尾だいすけ
浜ヶ瀬学園の2年生で、地元の名家・越前屋の御曹司。歩に対して異常なまでの好意を抱いているのだが、露骨に嫌がれている。しかし本人にその自覚は全く無いようで、将来は歩に自分専属のメイドとして働いて貰おうと画策しているらしい。その為に毎日のように奇抜なデザインのメイド服を用意し、何度も神社に足を運んで歩に着せようとしているのだが、その度に邪険に扱われており、たまに無茶苦茶な要求を歩にされることも。
こももを自分専属のメイドとして雇っているのだが、彼女のあまりのドジさ故に、あまり快く思っていないようである。こももが言うには彼はこももの恩人らしいのだが、彼にその自覚は全く無い。

## 主題歌
- Windows版オープニングテーマ「Happy Leap」
  - 歌：榊原ゆい
- Windows版エンディングテーマ「Time Fly」
  - 歌：矢田みこ
- 『タイムリープぱらだいす』オープニングテーマ「It's show time」
  - 歌：榊原ゆい
- 『タイムリープぱらだいす』エンディングテーマ「メロディータイム」
  - 歌：榊原ゆい

## 関連商品

### キャラクターソングCD
- タイムリープ キャラクターディスク 歩＆あゆむ（2007年10月26日）
  - 「Happy Holiday」歌：長瀬歩（鳥羽すの）＆あゆむ（榊原ゆい）
- タイムリープ キャラクターディスク 悠＆遥（2008年4月11日）
  - 「森のダンスパーティ」歌：葉山悠（鈴原たると）＆川澄遥（本山美奈）
- タイムリープ キャラクターディスク こもも（2008年4月25日）
  - 「お掃除しましょ」歌：東雲こもも（安玖深音）
- タイムリープぱらだいす ボーカル・サウンドコレクション コンプリートBOX（2009年8月14日）

### 書籍
タイムリープ ビジュアル・ガイドブック
2008年4月5日発売。発行元はJIVE。ISBN 9784861765094。Windows版のシナリオや全てのイベントシーンを網羅したファンブック。

## ベンチマーク
Windows版公式サイトでは体験版のほかに3Dポリゴン描画性能を試すベンチマークソフトを公開している。DirectX9.0cに対応したグラフィックカードが必須で、ピクセルシェーダ1.1以上が推奨される。
歩とあゆむがタイムリープのプロモーション撮影を行うという内容で、2人が教室をバックに新曲（後述のキャラクターソング）を歌って踊るシーンにてフレームレートが計測される。実際のゲーム時以上にさまざまなエフェクトのオプションが用意されているが、エフェクトなしで 5 - 10 FPS以上を実現できれば最低動作環境、標準エフェクトで 15 FPS以上が実現できれば推奨環境と見なされている。なお背景画や歌はユーザーが指定した任意のファイルに変更することもできる。
フリーではないが衣装を追加したものや、登場キャラ・舞台・歌を変えたいくつかのバリエーションも存在し、イベントや特典CDなどで配布された。後述のようにキャラクターによってキャラクターソングが異なる。
またXbox 360版では、Windows版公式サイトの物と同一のベンチマークソフトが最初から収録されている。現在は追加要素として、こももがプロモーション撮影を行うベンチマークソフトが、マーケットプレイスにて400マイクロソフトポイントで販売されている。
タイムリープ キャラクターソング
「Happy Holiday」
歌：長瀬歩（鳥羽すの）＆あゆむ（榊原ゆい）
「森のダンスパーティ」
歌：葉山悠（鈴原たると）＆川澄遥（本山美奈）
「お掃除しましょ」
歌：東雲こもも（安玖深音）

### タイムリープぱらだいす ベンチマーク
『タイムリープぱらだいす』についても2010年5月20日にベンチマークが公開された。『タイムリープ』と比べると要求スペックも高くなっており、CPUの最低条件はPentium 4/2GHzに、必要メモリ容量は最低1GBと大きく引き上げられた。このため前作がどうにか動く程度のスペックのPCではまず動作しなくなった。その一方で画面のアスペクトが16：9に変わった影響で、最低解像度は640x360と若干だが引き下げられている。
内容は作中のダンスシーンの一部を抜粋したもので、fpsのほかにスコアと動作評価が用意されている。あゆむのソロのほか、歩・悠をバックダンサーに加えた3人での「複数ダンス」も用意されている。衣装は3人それぞれ私服・ステージ衣装・水着が個別に選択できる。
選択可能な曲
「It's show time」（ソロ時のみ）
歌：あゆむ（榊原ゆい）
「Happy Leap」
歌：あゆむ（榊原ゆい）